# جولین هامبرت
جولین هامبرت (انگلیسی: Julien Humbert؛ زادهٔ ۲۳ ژوئن ۱۹۸۴) بازیکن فوتبال اهل فرانسه است.
از باشگاه‌هایی که در آن بازی کرده‌است می‌توان به باشگاه فوتبال قوت-وایس ارفورت، باشگاه فوتبال دویسبورگ، باشگاه فوتبال هانزا روستوک، و باشگاه فوتبال زاربروکن اشاره کرد.